# Лудуэнья, Луис
Луи́с Анто́нио Лудуэ́нья (исп. Luis Antonio Ludueña; 21 февраля 1954, Кордова — 9 марта 2023, Кордова) — аргентинский футболист и политик, играл на позиции полузащитника.

## Биография

### Игровая карьера
Лудуэнья начал профессиональную карьеру в клубе «Сан-Лоренсо». Летом 1973 года перешёл в «Тальерес»; сумма трансфера составила рекордные на тот момент 15 миллионов песо. Вместе с «Тальересом» пробился в Примеру и в 1975 году закрепился в основном составе. В общей сложности за 10 сезонов сыграл за «Тальерес» 340 матчей и забив 113 голов.
Главный тренер сборной Аргентины Сесар Луис Менотти вызывал его в сборную в рамках подготовки к чемпионату мира 1978 года. В конечном итоге он не был включён в итоговую заявку из-за того, что за день до сбора национальной команды порезал сухожилие на ноге. Он пропустил победный для сборной Аргентины чемпионат мира, но его продолжали вызывать в сборную.

### Личная жизнь
Двое его сыновей Даниэль (род. 1982) и Гонсало (род. 1986) также были профессиональными футболистами.

### Политическая карьера
В течение 30 лет работал в Законодательном собрании Кордовы.

### Смерть
Скончался 9 марта 2023 года в больнице Кордовы, в которую был госпитализирован из-за проблем со здоровьем.